# WASP-2
WASP-2 (GSC 00522-01199) es una estrella en la constelación del Delfín visualmente a 7 minutos de arco de la variable MS Delphini. De magnitud aparente +11,98, es demasiado tenue para ser observada a simple vista. En 2006 se anunció el descubrimiento de un planeta extrasolar, denominado WASP-2b, orbitando en torno a esta estrella.
WASP responde a las siglas inglesas de Wide Angle Search for Planets, un proyecto para la búsqueda automatizada de planetas extrasolares mediante la observación de tránsitos astronómicos.
WASP-2 es una enana naranja de tipo espectral K1V, una estrella que obtiene su energía por la fusión de hidrógeno al igual que el Sol, pero de menor temperatura y luminosidad. Su temperatura efectiva, 5200 ± 200 K, es aproximadamente 600 K inferior a la solar. Su diámetro corresponde a un 83% del que tiene el Sol y posee una masa equivalente al 84% de la masa solar. Sus características físicas son semejantes a las de Alfa Centauri B, 70 Ophiuchi A o 36 Ophiuchi A, si bien se halla mucho más alejada; como muestra, su distancia respecto al sistema solar es 24 veces mayor que la del sistema 36 Ophiuchi, ya que WASP-2 se encuentra a 469 años luz.

## Sistema planetario
El planeta alrededor de WASP-2, denominado WASP-2b, orbita a sólo 0,03 UA de la estrella. Con una masa mínima equivalente a un 88% de la masa de Júpiter, es un planeta del tipo «Júpiter caliente». Completa una vuelta en torno a la estrella cada 2,1522 días.
| Nombre  | Nombre  | Semieje mayor     | Masa             | Radio           | Periodo orbital | Descubrimiento |
| ------- | ------- | ----------------- | ---------------- | --------------- | --------------- | -------------- |
| WASP-2b | WASP-2b | 0,0307 ± 0,011 UA | > 0,88 ± 0,11 MJ | 1,017 ± 0,15 RJ | 2,1522 días     | 2006           |